# From Genesis to Revelation
| Recensione | Giudizio |
| ---------- | -------- |
| AllMusic   |          |

From Genesis to Revelation è il primo album in studio del gruppo musicale britannico Genesis, pubblicato nel marzo 1969 dalla Decca Records.

## Storia
Nel 1967 Peter Gabriel, Tony Banks, Mike Rutherford e Anthony Phillips, assieme al batterista Chris Stewart, tutti appena diciassettenni, firmarono un contratto con la Decca Records grazie all'interessamento del produttore ed autore pop Jonathan King, ex alunno della Charterhouse School allora frequentata da tutti i componenti la band; di King fu anche l'idea del nome Genesis per il gruppo.
Dopo aver inciso, nel dicembre 1967, due singoli con Stewart alla batteria (The Silent Sun e A Winter's Tale), nell'agosto del 1968 la band entrò in studio per preparare l'album, in soli tre giorni, approfittando delle vacanze estive dal college. A Stewart era nel frattempo subentrato Jonathan Silver a fronte dell'insistenza di King perché il gruppo migliorasse la sezione ritmica.
Fu ancora King a proporre di ordinare i brani dell'album secondo un filo conduttore ispirato alla Bibbia che andasse, come da titolo, dalla Genesi alla Rivelazione, benché in realtà riferimenti biblici diretti compaiano soltanto in tre brani sui tredici totali; per il resto, i testi spaziano dalla canzone d'amore (One Day, Silent Sun) a temi più introspettivi (Am I Very Wrong?, In Limbo) passando per il ritratto satirico di un despota ciarlatano e megalomane (The Conqueror).
A dare un ulteriore senso di unità all'album, compaiono brevi intermezzi strumentali posti in dissolvenza fra alcuni brani per collegarli; fra essi, anche le citazioni non accreditate di due inni sacri che i membri dei Genesis erano soliti cantare alla Charterhouse: si tratta di Come My Way, My Truth, My Life di George Herbert (1593–1633) musicato da Alexander Brent-Smith e di Holy Spirit, Ever Dwelling di Timothy Rees (1874-1939) musicato da Herbert Howells.
Tempo dopo le registrazioni, il produttore decise all'insaputa del gruppo di aggiungere arrangiamenti per archi e ottoni curati rispettivamente da Arthur Greenslade e Lou Warburton; i Genesis lo scoprirono solo a ridosso della pubblicazione dell'album e, pur scontenti del risultato, non poterono opporvisi.

## Accoglienza
L'album fu pubblicato a marzo del 1969. A fronte di una disputa sul nome Genesis, utilizzato già da un gruppo folk psichedelico californiano che allora incideva per la Mercury, King decise di far uscire il disco con in copertina il solo titolo, cioè indicando il nome del gruppo solo implicitamente: ciò, unitamente alla copertina stessa, completamente nera e priva all'esterno della lista dei brani e dei musicisti, fece sì, stando al racconto dello stesso produttore, che alcuni negozi collocassero l'album nelle sezioni di musica religiosa, inficiandone ulteriormente la visibilità. L'album, per quanto sopra ma anche per la totale assenza di pubblicità da parte della casa discografica, fu quasi completamente ignorato all'epoca della pubblicazione, vendendo circa 650 copie. I rapporti tra King e i Genesis terminarono di fatto subito dopo e, circa un anno più tardi, il gruppo avrebbe firmato con la Charisma Records di Tony Stratton-Smith.
Sulla scia del successo internazionale ottenuto dai Genesis negli anni seguenti, King — rimasto proprietario dei diritti sulle incisioni — ristampò quest'unico album molte volte, sia in formato vinile che in CD, spesso cambiandone il titolo o modificandone la scaletta con l'aggiunta dei due singoli: fra i titoli alternativi ricordiamo: Genesis (album della serie Rock Roots), The Silent Sun, In the Beginning e And the Word Was... Genesis. In seguito, lo stesso identico materiale apparve anche su CD non ufficiali, per etichette sconosciute e con titoli come The Genesis of Genesis e Genesis in Wonderland, quest'ultimo prodotto in Italia e confezionato in una scatola circolare di metallo.

## Tracce
Testi e musiche dei Genesis (Tony Banks, Peter Gabriel, Anthony Phillips, Mike Rutherford).
Lato A
1. Where the Sour Turns to Sweet – 3:16
2. In the Beginning – 3:44
3. Fireside Song – 4:58
4. The Serpent – 3:58
5. Am I Very Wrong? – 3:31
6. In the Wilderness – 3:39

Lato B
1. The Conqueror – 3:22
2. In Hiding – 3:28
3. One Day – 3:21
4. Window – 3:33
5. In Limbo – 3:30
6. Silent Sun – 2:13
7. A Place to Call My Own – 1:59

## Formazione
- Peter Gabriel - voce, percussioni
- Anthony Phillips - chitarra, voce
- Tony Banks - organo, chitarra, pianoforte, tastiere, voce
- Mike Rutherford - basso elettrico, chitarra, voce
- John Silver - batteria
- Chris Stewart - batteria in: Silent Sun / The Silent Sun